# Egyptská Premier League
Egyptská Premier League (arabsky الدوري المصري الممتاز) je nejvyšší egyptská fotbalová soutěž.
Soutěž je tvořena 19 týmy, které během sezony odehrají 36 utkání (každý tým se utká s každým dvakrát – na domácím a venkovním hřišti). V současné době nese soutěž ve svém názvu jméno svého sponzora, kterým je telekomunikační společnost Etisalat ze Spojených arabských emirátů. Podle ligových pravidel nesmí být v žádném týmu více než tři zahraniční hráči.

## Ligový formát a sponzoři

### Soutěž
V Egyptské Premier League hraje 19 týmů. Fotbalová sezona trvá od srpna do května, přičemž v období od konce prosince do začátku února je šestitýdenní zimní přestávka. Během sezony odehrají týmy 36 utkání a každé mužstvo se utká s každým dvakrát. Za vyhrané utkání získá tým tři body, za remízu jeden a za prohru nedostane bod žádný. Konečné pořadí v tabulce rozhoduje počet bodů. Pokud získá více mužstev stejný počet bodů rozhoduje se následovně:
- výsledek ze vzájemných utkání
- skóre
- počet vstřelených branek

Mužstvo, které se na konci každé sezony umístí v tabulce nejvýše, získá titul mistra ligy. Naopak poslední tři týmy sestupují do druhé ligy. Druhá liga je rozdělena na tři skupiny a vítěz každé z nich postupuje do dalšího ročníku Egyptské Premier League.

### Sponzoři
Egyptská Premier League je sponzorovaná od roku 2005. Sponzor má nárok na umístění svého jména do názvu soutěže. Následuje seznam sponzorů, kteří egyptskou nejvyšší soutěž sponzorovali.
- Vodafone (2005–2007)
- Etisalat (2007–nyní)

## Týmy
Pěti nejpopulárnějšími týmy v Egyptě jsou Al Ahly, Zamalek, Ismaily, Al Ittihad a Al Masry. Za dobu existence Egyptské Premier League v ní hrálo celkem 64 týmů. Ovšem pouze dva týmy odehráli v nejvyšší soutěži všechny sezony – Al Ahly a Zamalek.

### Ročník 2011-12
| Klub                  | Pozice v sezoně 2010/11 | První účast v Premier League | Počet sezon v Premier League | Celkem titulů |
| --------------------- | ----------------------- | ---------------------------- | ---------------------------- | ------------- |
| Al Ahly               | 1.                      | 1948/49                      | 55                           | 36            |
| Al-Ittihad Alexandrie | 14.                     | 1948/49                      | 53                           | 0             |
| Al Masry              | 7.                      | 1948/49                      | 53                           | 0             |
| Al Mokawloon Al Arab  | 16.                     | 1978/79                      | 30                           | 1             |
| El Dachleja           | 1. ve sk. G1            | 2011/12                      | 1                            | 0             |
| El-Entag El-Harby     | 13.                     | 2009/10                      | 3                            | 0             |
| El Gouna              | 11.                     | 2009/10                      | 3                            | 0             |
| ENPPI                 | 5.                      | 2002/03                      | 10                           | 0             |
| Ghazl El-Mehalla      | 1. ve sk. G2            | 1956/57                      | 45                           | 1             |
| Haras El-Hodood       | 8.                      | 1963/64                      | 12                           | 0             |
| Ismaily               | 3.                      | 1948/49                      | 51                           | 3             |
| Ittihad El-Shorta     | 4.                      | 1975/76                      | 5                            | 0             |
| Misr El Makasa        | 6.                      | 2010/11                      | 2                            | 0             |
| Petrojet FC           | 10.                     | 2006/07                      | 6                            | 0             |
| Smouha                | 15.                     | 2010/11                      | 2                            | 0             |
| El-Geish              | 9.                      | 2004/05                      | 8                            | 0             |
| Telephonat Bani Suef  | 1. ve sk. G3            | 2011/12                      | 1                            | 0             |
| Wadi Degla            | 12.                     | 2010/11                      | 2                            | 0             |
| Zamalek               | 2.                      | 1948/49                      | 55                           | 11            |

## Stadiony
| Stadion                  | Město               | Obrázek                  | Kapacita |
| ------------------------ | ------------------- | ------------------------ | -------- |
| Borg El Arab             | Alexandrie          | Borg El Arab             | 86 000   |
| Cairo Stadium            | Káhira              | Cairo Stadium            | 75 000   |
| Mubarak Stadium          | Suez                |                          | 40 000   |
| Osman Ahmed Osman        | Káhira              |                          | 35 000   |
| Al-Salam Stadium         | Káhira              | Al-Salam Stadium         | 30 000   |
| Suez Stadium             | Suez                |                          | 30 000   |
| Military Academy Stadium | Káhira              | Military Academy Stadium | 28 500   |
| Sekka El Hadeed Stadium  | Káhira              |                          | 25 000   |
| Harras El-Hedoud Stadium | Alexandrie          |                          | 25 000   |
| El Mansoura Stadium      | Al-Mansura          |                          | 20 000   |
| El Mahalla               | El-Mahalla El-Kubra |                          | 20 000   |
| Ismailia Stadium         | Ismá'ílíja          |                          | 18 525   |
| Port Said Stadium        | Port Said           |                          | 17 988   |
| Asiut University Stadium | Asijút              |                          | 16 000   |
| Tersana Stadium          | Gíza                |                          | 15 000   |
| El-Shams Stadium         | Káhira              |                          | 15 000   |
| Alexandria Stadium       | Alexandrie          |                          | 13 660   |
| El Gouna Stadium         | El Gouna            |                          | 13 000   |

## Ligové tituly
| Klub                 | Počet titulů | V sezónách |
| -------------------- | ------------ | --- |
| Al Ahly              | 43           | 1948/49, 1949/50, 1950/51, 1952/53, 1953/54, 1955/56, 1956/57, 1957/58, 1958/59, 1960/61, 1961/62, 1974/75, 1975/76, 1976/77, 1978/79, 1979/80, 1980/81, 1981/82, 1984/85, 1985/86, 1986/87, 1993/94, 1994/95, 1995/96, 1996/97, 1997/98, 1998/99, 1999/00, 2004/05, 2005/06, 2006/07, 2007/08, 2008/09, 2009/10, 2010/11, 2013/14, 2015/16, 2016/17, 2017/18, 2018/19, 2019/20, 2022/23, 2023/24 |
| Zamalek              | 14           | 1959/60, 1963/64, 1964/65, 1977/78, 1983/84, 1987/88, 1991/92, 1992/93, 2000/01, 2002/03, 2003/04, 2014/15, 2020/21, 2021/22 |
| Ismaily              | 3            | 1966/67, 1990/91, 2001/02 |
| El-Olympi            | 1            | 1965/66 |
| Ghazl El-Mehalla     | 1            | 1972/73 |
| Al Mokawloon Al Arab | 1            | 1982/83 |
| Tersana              | 1            | 1962/63 |

### Získané doubly
Získat „double“ znamená, když jeden tým vyhraje v jedné sezoně Egyptskou Premier League a Egyptský pohár.
- Al Ahly: 13x
- Zamalek: 2x

## Historicky nejlepší střelci
Aktuální ke dni: 26. června 2012
| Pořadí | Hráč               | Kluby                                                          | Počet branek |
| ------ | ------------------ | -------------------------------------------------------------- | ------------ |
| 1.     | Hassan El-Šazly    | Tersana                                                        | 187          |
| 2.     | Hossam Hassan      | Al Ahly / Zamalek / Al Masry / Tersana / Al-Ittihad Alexandrie | 168          |
| 3.     | Mustafa Rijád      | Tersana                                                        | 123          |
| 4.     | El-Sajíd El-Dhizui | Al Masry / Al Ahly                                             | 112          |
| 5.     | Mahmúd El-Chatíb   | Al Ahly                                                        | 108          |
| 6.     | Ahmed El-Kass      | El-Olympi / Zamalek / Al-Ittihad Alexandrie                    | 107          |
| 7.     | Mohamed Aboutrika  | Tersana / Al Ahly                                              | 106          |